# Temple of Love
Temple of Love är en poplåt skriven av Alexander Bard och Anders Hansson. Den deltog i svenska Melodifestivalen 2006, där den framfördes av syntpopgruppen BWO, där Bard medverkar som bandmedlem och Hansson som medproducent. Låten kom tvåa i finalen i Globen, 32 poäng efter vinnaren Evighet av Carola Häggkvist.
Videon till Temple of Love är inspelad i Malaysia 2006 och regisserad av Fredrik Boklund.

## Singeln
Temple of Love släpptes som två maxisinglar: The Club Mixes och The Pop Mixes.
Temple of Love släpptes som första singel 2006 till albumet Halcyon Days, som släpptes samma år 2006. Den fick stor framgång både på försäljningslistan (1:a plats) samt Trackslistan (2:a plats).
Melodin testades på Svensktoppen, där den låg i tre veckor under perioden 14-28 maj 2006, där den först låg på två åttondeplatser, följda av en niondeplats.
Temple of Love nominerades som årets bästa låt till Grammisgalan 2006.

## Låtlista
1. Temple of Love (Radio Edit) - 3:25
2. Temple of Love (SoundFactory Radio Mix) - 3:59
3. Temple of Love (Brasco 80s Mix) - 3:55
4. Temple of Love (Glam As You Mix) - 5:48

### Listplaceringar
| Lista (2006) | Topplacering |
| ------------ | ------------ |
| Sverige      | 1            |

### Fotnoter
1. ↑  ”Svensk mediedatabas”. http://smdb.kb.se/catalog/id/002026666. Läst 26 maj 2011.
2. ↑  ”Svensk mediedatabas”. http://smdb.kb.se/catalog/id/002026698. Läst 26 maj 2011.
3. ↑  Svensktoppen - 14 maj 2006
4. ↑  Svensktoppen - 28 maj 2006
5. ↑  Placering på den svenska singellistan Arkiverad 26 maj 2006 hämtat från the Wayback Machine.